# Copris jahi
Copris jahi är en skalbaggsart som beskrevs av Nguyen-phung och Yves Cambefort 1986. Copris jahi ingår i släktet Copris och familjen bladhorningar. Inga underarter finns listade i Catalogue of Life.